# Pegomya devia
Pegomya devia este o specie de muște din genul Pegomya, familia Anthomyiidae. A fost descrisă pentru prima dată de Cova Garcia în anul 1964.
Este endemică în Venezuela. Conform Catalogue of Life specia Pegomya devia nu are subspecii cunoscute.